# Endasys rusticus
Endasys rusticus là một loài tò vò trong họ Ichneumonidae.